# Monarthrum
Monarthrum är ett släkte av skalbaggar. Monarthrum ingår i familjen vivlar.

## Dottertaxa tillMonarthrum, i alfabetisk ordning[1]
- Monarthrum aberrans
- Monarthrum abruptum
- Monarthrum adjunctum
- Monarthrum adustum
- Monarthrum amphicranoides
- Monarthrum appendicinum
- Monarthrum bicallosum
- Monarthrum bicavum
- Monarthrum bicolor
- Monarthrum bicoloratum
- Monarthrum bidens
- Monarthrum bidentatum
- Monarthrum bifidus
- Monarthrum bifoveatum
- Monarthrum bispinum
- Monarthrum bolivianum
- Monarthrum boliviensis
- Monarthrum brasiliensis
- Monarthrum brittoni
- Monarthrum brunneum
- Monarthrum carinatum
- Monarthrum carinulum
- Monarthrum chapuisi
- Monarthrum cincinnatum
- Monarthrum comatum
- Monarthrum consimile
- Monarthrum conversum
- Monarthrum corculum
- Monarthrum cordatum
- Monarthrum cordicticum
- Monarthrum costatum
- Monarthrum cristatum
- Monarthrum dentatulum
- Monarthrum dentatum
- Monarthrum denticulatum
- Monarthrum dentigerum
- Monarthrum desum
- Monarthrum difficile
- Monarthrum dimidiatum
- Monarthrum distans
- Monarthrum dubiosum
- Monarthrum duplocordatum
- Monarthrum durum
- Monarthrum egenum
- Monarthrum elegans
- Monarthrum eumerum
- Monarthrum excavatus
- Monarthrum exornatum
- Monarthrum fasciatum
- Monarthrum fastigiorum
- Monarthrum fenestratum
- Monarthrum ferrarii
- Monarthrum fimbriaticorne
- Monarthrum flohri
- Monarthrum fulgens
- Monarthrum gibber
- Monarthrum glabriculum
- Monarthrum glabrifrons
- Monarthrum gnarum
- Monarthrum gracilentum
- Monarthrum gracilior
- Monarthrum granulatum
- Monarthrum hagedorni
- Monarthrum hoegei
- Monarthrum huachucae
- Monarthrum infradentatum
- Monarthrum ingens
- Monarthrum insignatum
- Monarthrum insolitum
- Monarthrum intermedium
- Monarthrum laevigatum
- Monarthrum laterale
- Monarthrum latum
- Monarthrum limulum
- Monarthrum lobatum
- Monarthrum longus
- Monarthrum luctuosum
- Monarthrum mali
- Monarthrum marcidum
- Monarthrum meuseli
- Monarthrum minutissimum
- Monarthrum minutum
- Monarthrum morsum
- Monarthrum nevermanni
- Monarthrum notatum
- Monarthrum nudum
- Monarthrum oaxacaensis
- Monarthrum obesum
- Monarthrum obliquum
- Monarthrum obtusum
- Monarthrum omissum
- Monarthrum parvum
- Monarthrum penicillatum
- Monarthrum pennatum
- Monarthrum peruanum
- Monarthrum peruvianum
- Monarthrum plagiatum
- Monarthrum plaumanni
- Monarthrum posticum
- Monarthrum praeruptum
- Monarthrum praeustum
- Monarthrum preclarum
- Monarthrum proprium
- Monarthrum proximum
- Monarthrum pseudoscutellare
- Monarthrum pumilio
- Monarthrum punctifrons
- Monarthrum quadridens
- Monarthrum quadridentatum
- Monarthrum quercicolens
- Monarthrum quercivorum
- Monarthrum quercum
- Monarthrum querneum
- Monarthrum robustum
- Monarthrum schedli
- Monarthrum scrobiceps
- Monarthrum scutellare
- Monarthrum semipallens
- Monarthrum sexdentatum
- Monarthrum sexdenticulum
- Monarthrum subductum
- Monarthrum subgranulatum
- Monarthrum subpronum
- Monarthrum subtruncatum
- Monarthrum sulcatum
- Monarthrum sulcipenne
- Monarthrum terminatum
- Monarthrum tetradontium
- Monarthrum tomicoides
- Monarthrum tridentatum
- Monarthrum umbrinum
- Monarthrum unifasciatum
- Monarthrum vallidum
- Monarthrum vernaculum
- Monarthrum vicinum
- Monarthrum vittatum
- Monarthrum volvulum
- Monarthrum xalapensis